# روبوکاپ

آرم فدراسیون جهانی روبوکاپ

روبوکاپ (RoboCup) عنوان مسابقاتی بین‌المللی در زمینه دانش روباتیک و هوش مصنوعی است که به صورت سالیانه توسط فدراسیون بین‌المللی RoboCup برگزار می‌شود. نام RoboCup برگرفته از کلمات «Robot Soccer» (مسابقه فوتبال) و «World Cup» (جام جهانی) است اما این رقابت‌ها در حال حاضر در لیگ‌هایی فراتر از لیگ فوتبال برگزار می‌شود.

## هدف روبوکاپ
هدف نمادین ربوکاپ پیروزی تیم فوتبال روباتهای انسان نما در سال ۲۰۵۰ (میلادی) در رقابت با برترین تیم فوتبال همان سال است ولی هدف آن به‌طور کل توسعه دانش روباتیک و هوش مصنوعی است.

## تاریخچه روبوکاپ

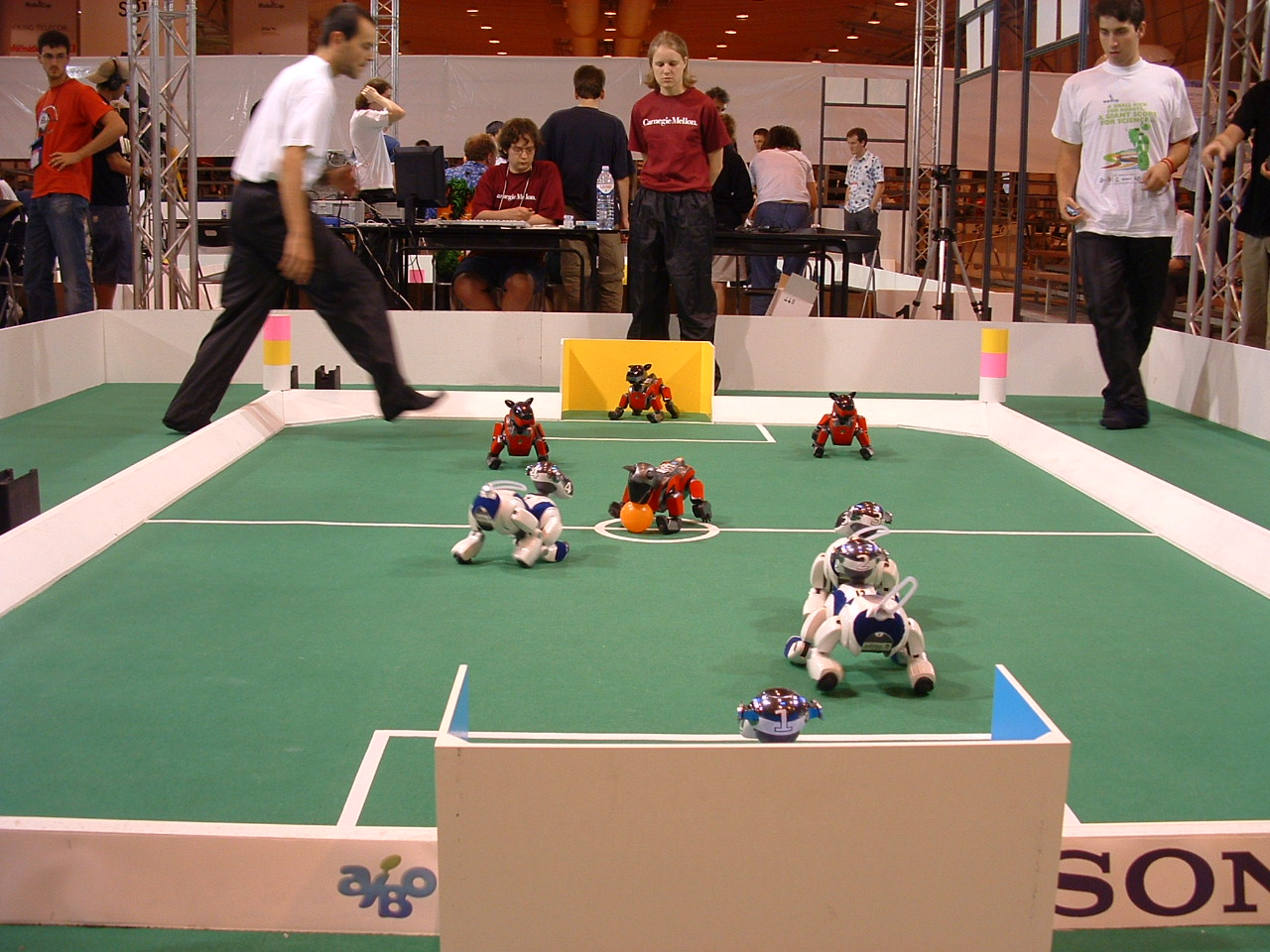
تصویری از مسابقات سال ۲۰۰۴ در لیسبون

ایده برگزاری ربوکاپ برای اولین بار در سال ۱۹۹۲ توسط پروفسور آلن مک ورث از دانشگاه British Columbia کانادا در مقاله‌ای تحت عنوان روباتهای بینا مطرح شد که این مقاله در سال ۱۹۹۳ در کتابی تحت عنوان «Computer Vision: System, Theory, and Applications» منتشر گردید. در همین زمان گروهی از محققان کشور ژاپن به بررسی امکانپذیری برگزاری مسابقه فوتبال روباتها پرداختند که این بررسی‌ها منجر به تأسیس رقابت‌های Robot J-League (که بعد به RoboCup تفییر نام داد) توسط پروفسور مینورو آسادا، یاسو کنیوشی و هیرواکی کیتانو شد. رقابت‌های روبوکاپ در سال ۱۹۹۶ به صورت رسمی آغاز بکار کرد. لیست زیر بیانگر تاریخ و محل برگزاری مسابقات روبوکاپ از بدو تأسیس آن می‌باشد.

## محل‌های برگزاری
| محل برگزاری                                | تعداد تیم‌ها | تعداد کشورها | تعداد شرکت‌کنندگان |
| ------------------------------------------ | ----------- | ------------ | ----------------- |
| ربوکاپ 2022 بانگکوک-تایلند                 |             |              |                   |
| روبوکاپ ۲۰۱۹ سیدنی - استرالیا              |             |              |                   |
| روبوکاپ ۲۰۱۸ مونترال - کانادا              |             |              |                   |
| روبوکاپ ۲۰۱۷ ناگویا - ژاپن                 |             |              |                   |
| روبوکاپ ۲۰۱۶ لایپزیگ - آلمان               |             | ۴۵           | ۳٬۵۰۰             |
| روبوکاپ ۲۰۱۵ هفئی - چین                    |             |              |                   |
| روبوکاپ ۲۰۱۴ ژواو پسوا - برزیل             | ۳۵۸         | ۴۵           | ۲٬۹۰۰             |
| روبوکاپ ۲۰۱۳ آیندهوون - هلند               | ۴۱۰         | ۴۵           | ۳٬۰۳۳             |
| روبوکاپ ۲۰۱۲ مکزیکو سیتی - مکزیک           | ۳۸۱         | ۴۲           | ۲٬۳۵۶             |
| روبوکاپ ۲۰۱۱ استانبول - ترکیه              | ۴۵۱         | ۴۰           | ۲٬۶۹۱             |
| روبوکاپ ۲۰۱۰ سنگاپور - سنگاپور             | ۵۰۰         | ۴۰           | ۳٬۰۰۰             |
| روبوکاپ ۲۰۰۹ گراتس - اتریش                 | ۴۰۷         | ۴۳           | ۲٬۴۷۲             |
| روبوکاپ ۲۰۰۸ سوژو - چین                    | ۳۷۳         | ۳۵           |                   |
| روبوکاپ ۲۰۰۷ آتلانتا - ایالات متحده آمریکا | ۳۲۱         | ۳۹           | ۱٬۹۶۶             |
| روبوکاپ ۲۰۰۶ برمن - آلمان                  | ۴۴۰         | ۳۵           |                   |
| روبوکاپ ۲۰۰۵ اوساکا - ژاپن                 | ۳۸۷         | ۳۶           |                   |
| روبوکاپ ۲۰۰۴ لیسبون - پرتغال               | ۳۴۵         | ۳۷           |                   |
| روبوکاپ ۲۰۰۳ پادووا - ایتالیا              | ۲۳۸         | ۳۵           |                   |
| روبوکاپ ۲۰۰۲ فوکوئوکا - ژاپن               | ۱۹۷         | ۲۹           |                   |
| روبوکاپ ۲۰۰۱ سیاتل - ایالات متحده آمریکا   | ۱۴۱         | ۲۲           |                   |
| روبوکاپ ۲۰۰۰ ملبورن - استرالیا             | ۱۱۰         | ۱۹           |                   |
| روبوکاپ ۱۹۹۹ استکهلم - سوئد                | ۸۵          | ۲۳           |                   |
| روبوکاپ ۱۹۹۸ پاریس - فرانسه                | ۶۳          | ۱۹           |                   |
| روبوکاپ ۱۹۹۷ ناگویا - ژاپن                 | ۳۸          | ۱۱           |                   |

## رشته‌های مسابقات روبوکاپ
- رقابت‌های فوتبال (Soccer)
  - لیگ ربات‌های اندازه کوچک (Small Size)
  - لیگ ربات‌های اندازه متوسط (Middle Size)
  - لیگ ربات‌های استاندارد (Standard Platform)
  - لیگ ربات‌های انسان نما (Humanoid)
  - لیگ شبیه‌سازی (Soccer Simulation)
    - شبیه‌سازی دو بعدی فوتبال (2D Soccer Simulation)
    - شبیه‌سازی سه بعدی فوتبال (3D Soccer Simulation)
    - واقعیت ترکیبی (Mixed Reality)
- رقابت‌های امداد و نجات (Rescue)
  - لیگ ربات‌های امدادگر (Rescue Robot)
  - لیگ شبیه‌سازی امداد و نجات (Rescue Simulation)
- لیگ ربات‌های خانگی (@Home)
- مسابقات دانش آموزی (زیر ۱۸ سال) (Junior)
  - رقابت‌های فوتبال نوجوانان (Soccer)
  - رقابت‌های رقص نوجوانان (Dance)
  - رقابت‌های امداد و نجات نوجوانان (Rescue)
  - رقابت عمومی نوجوانان (General)
  - نوریاب

## مسابقات روبوکاپ
- ۲۰۱۱
  - ششمین دورهٔ مسابقات ربوکاپ آزاد ایران (۲۰۱۱)
  - هفتمین دورهٔ مسابقات ربوکاپ آزاد ایران (۲۰۱۲)

## آموزش روبوکاپ
- انجمن تخصصی روبوکاپی‌ها بایگانی‌شده  در ۶ نوامبر ۲۰۱۵ توسط Wayback Machine